# 天王台站
天王台站（日语：／ Tennōdai eki */?）是一個位於千葉縣我孫子市柴崎台一丁目，屬於東日本旅客鐵道（JR東日本）常磐線的鐵路車站。
此站有行走快速線的中距離電車與常磐線快速電車，以及行走緩行線的常磐線各站停車停靠。但是各站停車只限早晚運行。快速與各站停車分別設有車站編號「JJ 09」和「JL 31」。

## 車站結構

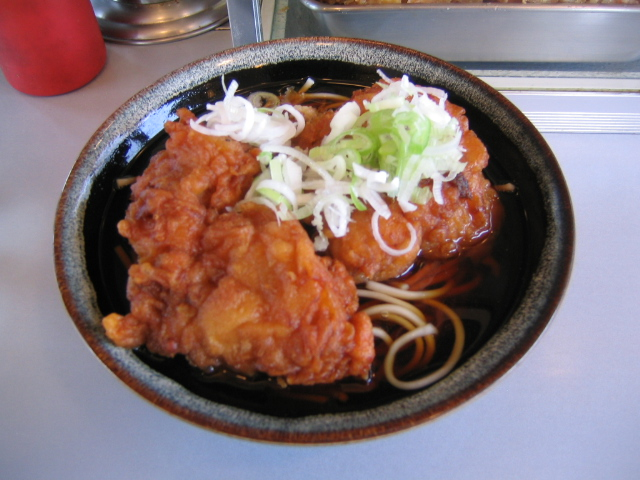
「彌生軒」的炸雞蕎麥麵

本站位於地面，站房採跨站式站房設計。車站設南北兩個出入口，其中南口較多人使用而比較熱鬧，北口相對而言則比較簡單，只有跨線橋連接站房和地面。站前廣場也時一樣，南口站前廣場面積也較北口方面的大。站內曾設有綠色窗口，但其後被劃位車票售票機取代， 於2006年（平成18年）6月2日關閉。而快速線月台近上野一邊設有速食蕎麥麵、烏冬店「彌生軒」，該店出品的炸雞蕎麥麵是週邊地區的著名美食。

### 月台配置
月台採島式月台2面4線設計，由快速線和緩行線分別使用一座月台。由於緩行線只在早晚繁忙時間行駛，3、4號月台在其餘時間均不會開放，並關閉月台的照明，只剩下班次顯示板繼續運作。
| 月台 | 路線               | 方向 | 目的地                                                 | 備註           |
| ---- | ------------------ | ---- | ------------------------------------------------------ | -------------- |
| 1    | 常磐線（快速）     | 下行 | 取手、土浦、水戶、磐城方向                             |                |
| 2    | 常磐線（快速）     | 上行 | 柏、松戶、上野、東京、品川方向 （上野東京線）          |                |
| 3    | 常磐線（各站停車） | 下行 | 往取手                                                 | 只限早上和晚上 |
| 4    | 常磐線（各站停車） | 上行 | 我孫子、新松戶、北千住、代代木上原、伊勢原、唐木田方向 | 只限早上和晚上 |

（來源：JR東日本:車站構內圖（页面存档备份，存于））

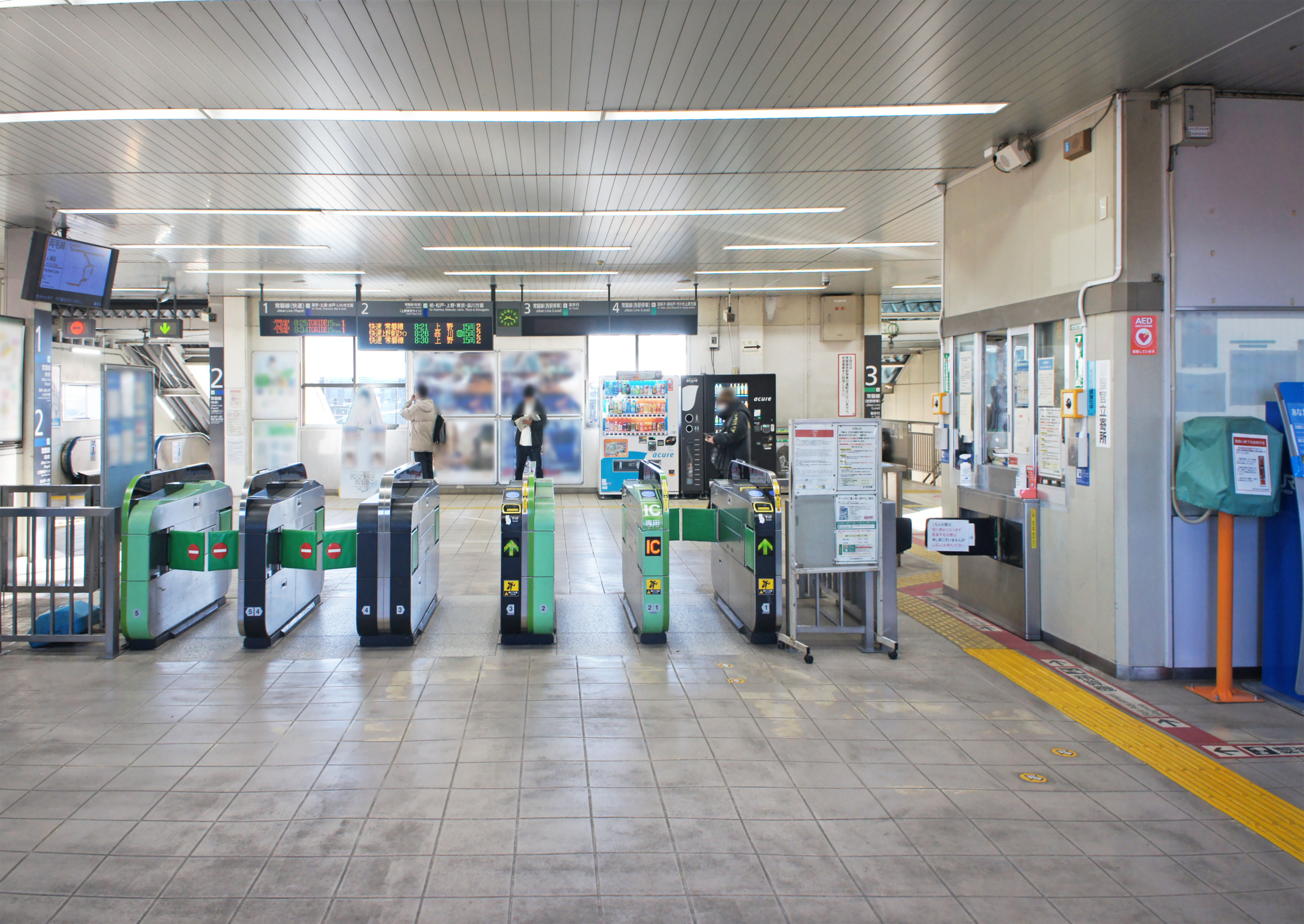
閘口（2021年12月）
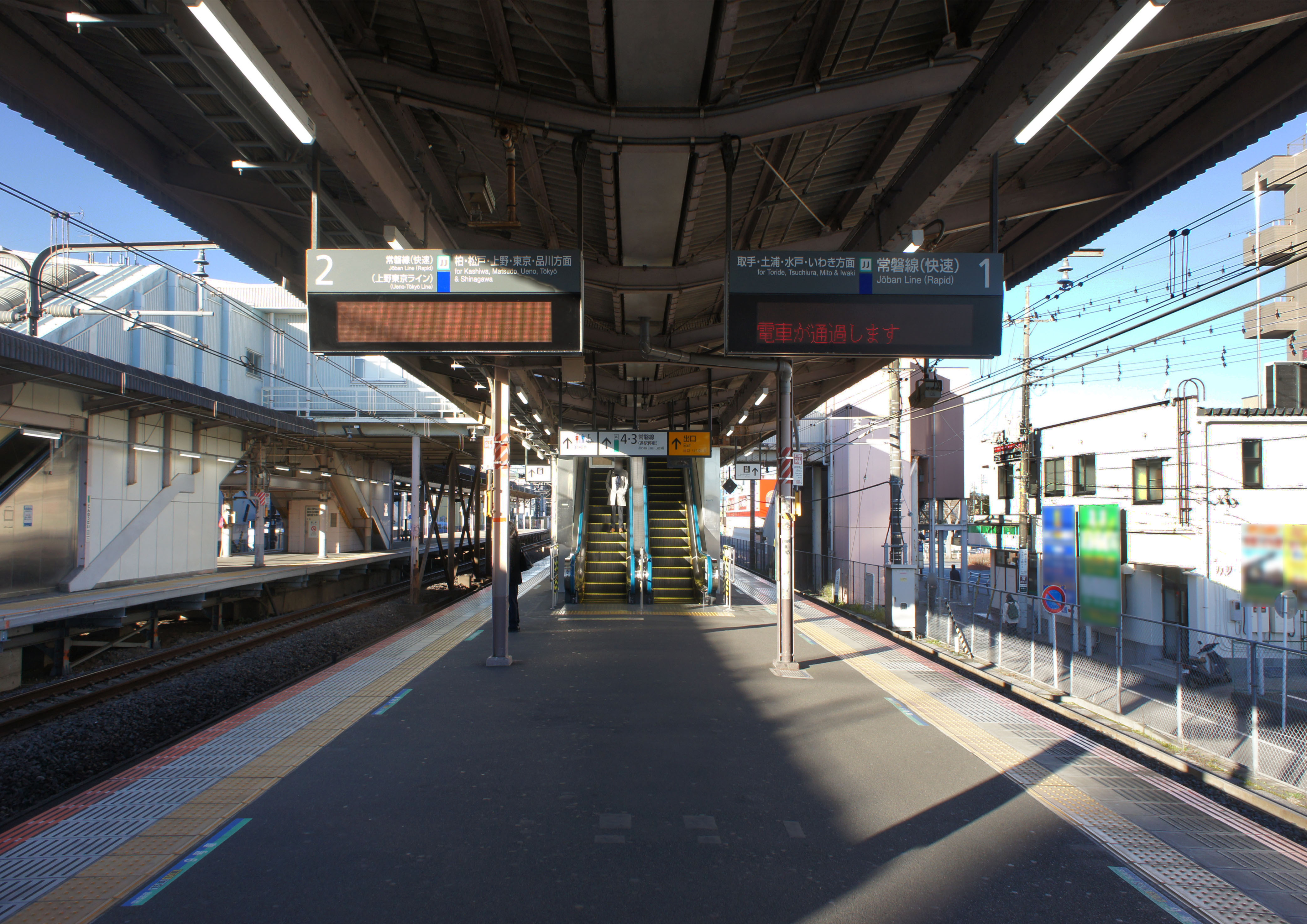
1、2號月台（2021年12月）
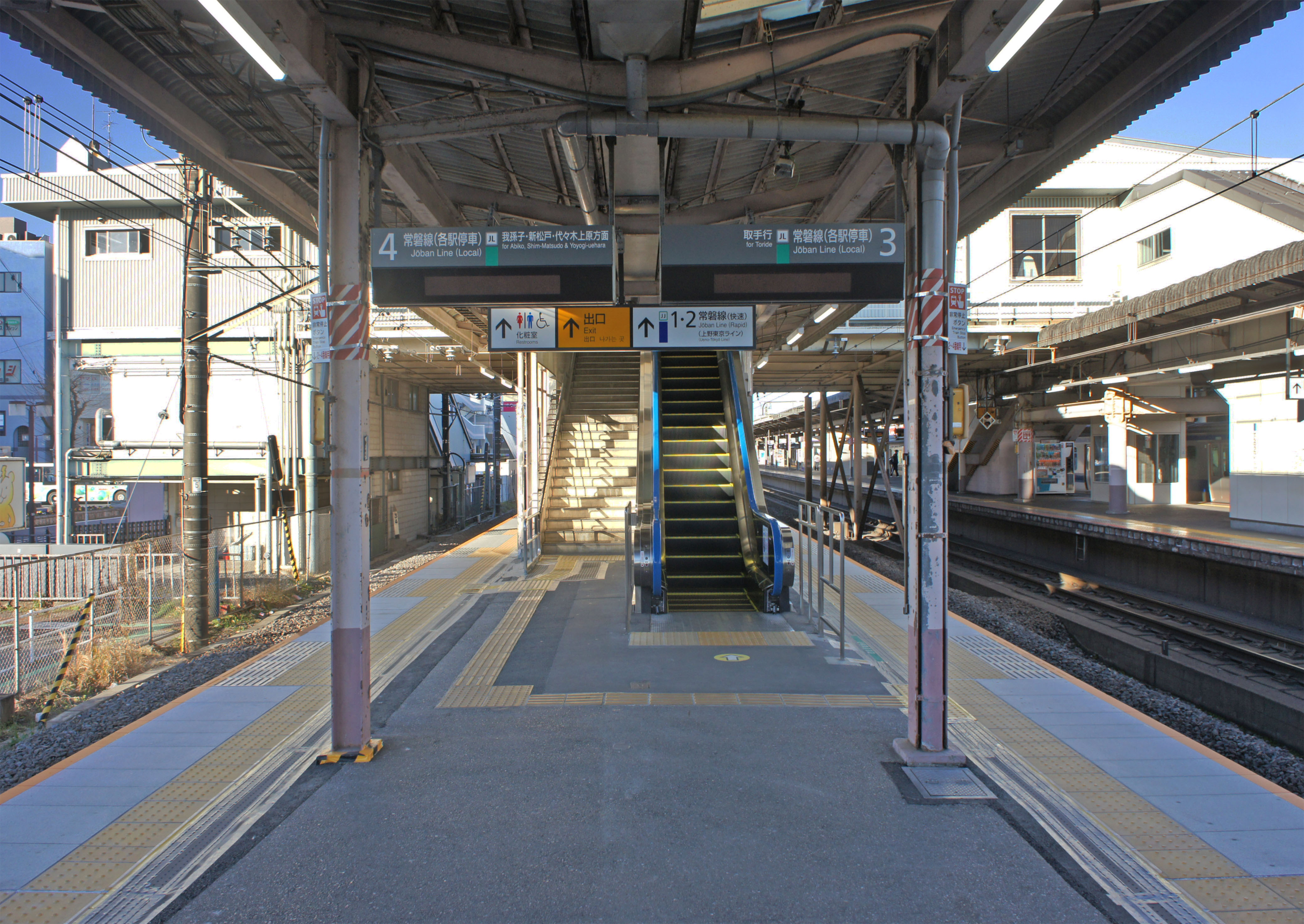
3、4號月台（2021年12月）

## 使用情況
2019年（令和元年）度的1日平均上車人次為19,271人。近年有減少傾向，2016年度下跌至20,000人以下。
根據JR東日本與千葉縣統計年鑑，1日的平均上車人次的推移如下表。
| 年度               | 1日平均 上車人次 | 來源     |
| ------------------ | ---------------- | -------- |
| 1990年（平成02年） | 23,081           | [ * 1 ]  |
| 1991年（平成03年） | 23,999           | [ * 2 ]  |
| 1992年（平成04年） | 25,003           | [ * 3 ]  |
| 1993年（平成05年） | 25,748           | [ * 4 ]  |
| 1994年（平成06年） | 26,055           | [ * 5 ]  |
| 1995年（平成07年） | 26,285           | [ * 6 ]  |
| 1996年（平成08年） | 26,751           | [ * 7 ]  |
| 1997年（平成09年） | 26,467           | [ * 8 ]  |
| 1998年（平成10年） | 26,433           | [ * 9 ]  |
| 1999年（平成11年） | 26,097           | [ * 10 ] |
| 2000年（平成12年） | 25,919           | [ * 11 ] |
| 2001年（平成13年） | 25,677           | [ * 12 ] |
| 2002年（平成14年） | 24,410           | [ * 13 ] |
| 2003年（平成15年） | 24,203           | [ * 14 ] |
| 2004年（平成16年） | 23,915           | [ * 15 ] |
| 2005年（平成17年） | 23,591           | [ * 16 ] |
| 2006年（平成18年） | 23,206           | [ * 17 ] |
| 2007年（平成19年） | 23,193           | [ * 18 ] |
| 2008年（平成20年） | 22,895           | [ * 19 ] |
| 2009年（平成21年） | 21,950           | [ * 20 ] |
| 2010年（平成22年） | 21,571           | [ * 21 ] |
| 2011年（平成23年） | 21,334           | [ * 22 ] |
| 2012年（平成24年） | 21,045           | [ * 23 ] |
| 2013年（平成25年） | 21,343           | [ * 24 ] |
| 2014年（平成26年） | 20,470           | [ * 25 ] |
| 2015年（平成27年） | 20,123           | [ * 26 ] |
| 2016年（平成28年） | 19,451           | [ * 27 ] |
| 2017年（平成29年） | 19,633           | [ * 28 ] |
| 2018年（平成30年） | 19,502           |          |
| 2019年（令和元年） | 19,271           |          |

## 歷史
常磐線開業後，我孫子站與取手站間（距離6.1公里）一直沒有設站。直到日本國鐵進行通勤五方面作戰時將常磐線取手以南路段升格為四線時，在我孫子站東邊設立（松戶電車區我孫子派出所）。隨著設立此車輛段，附近地區也開始發展，加上需要為駕駛員提供方便的通勤方法，因此決定設新站。
設站計劃初期曾將此站命名為「新我孫子站」，但為了避免於附近的成田線東我孫子站混淆，因此在車站所在地（當時為我孫子市大字柴崎字天王裏）中採用地區名「天王」，再加上代表台地的「台」字而組成站名「天王台站」。其後我孫子市重組市內區域，將本站以南地區命名為「天王台」。
天王台站開業時四線化工程只完成第一期（綾瀨－我孫子），因此本站只有快速列車停靠車站。當時月台大概位於現時緩行線月台的位置，而在其北側將會鋪設的新快速線軌道，日本國鐵預定不設月台，讓快速線在四線化後通過此站。我孫子市於1973年（昭和48年）得悉計劃後，認為會對當地居民造成不便，因而設立對策委員會，與市議會一同向日本國鐵爭取維持快速列車停靠車站。1974年（昭和49年）8月居民組織組成「天王台站快速電車停車確保聯會」，加入爭取行列。1978年（昭和53年）3月8日，國鐵與我孫子市達成共識，在我孫子市負責新設快速線月台建造費用的前提下，維持快速列車停靠車站。
亦因為以上原因，緩行線在早晚繁忙時間外只維持綾瀨－我孫子的服務，不會服務本站和取手站。這段時間只可乘坐快速線列車。而由於中距離普通列車與快速列車使用同一線路，因此其後中距離普通列車其後亦開始停靠本站。

### 年表
- 1970年（昭和45年）
  - 2月23日－日本國鐵決定於我孫子站和取手站間設立新站。[4]
  - 4月20日－舉行動土儀式，車站正式動工。[5]
- 1971年（昭和46年）4月20日－日本國鐵天王台站開業。
- 1980年（昭和55年）11月6日－快速下行線轉換到新線月台。[6]
- 1981年（昭和56年）2月16日－快速上行線轉換到新線月台。[6]
- 1982年（昭和57年）11月15日－我孫子－取手段完成四線化開業。
- 1987年（昭和62年）4月1日－國鐵分割民營化，本站由JR東日本接手經營。
- 1988年（昭和63年）3月13日－訂正時間表後，中距離普通列車開始停靠本站。
- 1998年（平成10年）12月25日－站內付費區安裝扶手電梯。
- 2001年（平成13年）
  - 11月18日－JR東日本智能卡系統Suica啟用。
  - 12月21日－於北口安裝升降機和扶手電梯。
- 2002年（平成14年）12月13日－於南口安裝升降機和扶手電梯。
- 2006年（平成18年）6月2日－關閉綠色窗口。

## 相鄰車站
東日本旅客鐵道（JR東日本）
 常磐線（快速）
■特別快速
通過
■快速
我孫子（JJ 08）－天王台（JJ 09）－取手（JJ 10）
 常磐線（各站停車）※只限早晚運行
我孫子（JL 30）－天王台（JL 31）－取手（JL 32）

### 使用情況
1. ↑  千葉県統計年鑑 （页面存档备份，存于） - 千葉県
2. ↑  我孫子市の統計 （页面存档备份，存于） - 我孫子市

JR東日本2000年度以後上車人次
1. ↑  各駅の乗車人員（2000年度） （页面存档备份，存于） - JR東日本
2. ↑  各駅の乗車人員（2001年度） （页面存档备份，存于） - JR東日本
3. ↑  各駅の乗車人員（2002年度） （页面存档备份，存于） - JR東日本
4. ↑  各駅の乗車人員（2003年度） （页面存档备份，存于） - JR東日本
5. ↑  各駅の乗車人員（2004年度） （页面存档备份，存于） - JR東日本
6. ↑  各駅の乗車人員（2005年度） （页面存档备份，存于） - JR東日本
7. ↑  各駅の乗車人員（2006年度） （页面存档备份，存于） - JR東日本
8. ↑  各駅の乗車人員（2007年度） （页面存档备份，存于） - JR東日本
9. ↑  各駅の乗車人員（2008年度） （页面存档备份，存于） - JR東日本
10. ↑  各駅の乗車人員（2009年度） （页面存档备份，存于） - JR東日本
11. ↑  各駅の乗車人員（2010年度） （页面存档备份，存于） - JR東日本
12. ↑  各駅の乗車人員（2011年度） （页面存档备份，存于） - JR東日本
13. ↑  各駅の乗車人員（2012年度） （页面存档备份，存于） - JR東日本
14. ↑  各駅の乗車人員（2013年度） （页面存档备份，存于） - JR東日本
15. ↑  各駅の乗車人員（2014年度） （页面存档备份，存于） - JR東日本
16. ↑  各駅の乗車人員（2015年度） （页面存档备份，存于） - JR東日本
17. ↑  各駅の乗車人員（2016年度） （页面存档备份，存于） - JR東日本
18. ↑  各駅の乗車人員（2017年度） （页面存档备份，存于） - JR東日本
19. ↑  各駅の乗車人員（2018年度） （页面存档备份，存于） - JR東日本
20. ↑  各駅の乗車人員（2019年度） （页面存档备份，存于） - JR東日本

千葉縣統計年鑑
1. ↑  .   [2020-07-27]. （原始内容存档于2020-01-08）.
2. ↑  .   [2020-07-27]. （原始内容存档于2020-01-08）.
3. ↑  .   [2020-07-27]. （原始内容存档于2020-01-08）.
4. ↑  .   [2020-07-27]. （原始内容存档于2020-01-08）.
5. ↑  .   [2020-07-27]. （原始内容存档于2020-01-08）.
6. ↑  .   [2020-07-27]. （原始内容存档于2020-01-08）.
7. ↑  .   [2020-07-27]. （原始内容存档于2020-01-08）.
8. ↑  .   [2020-07-27]. （原始内容存档于2020-01-08）.
9. ↑  .   [2020-07-27]. （原始内容存档于2020-01-08）.
10. ↑  .   [2020-07-27]. （原始内容存档于2017-09-30）.
11. ↑  .   [2020-07-27]. （原始内容存档于2017-09-30）.
12. ↑  .   [2020-07-27]. （原始内容存档于2017-09-30）.
13. ↑  .   [2020-07-27]. （原始内容存档于2017-09-30）.
14. ↑  .   [2020-07-27]. （原始内容存档于2017-09-30）.
15. ↑  .   [2020-07-27]. （原始内容存档于2017-09-30）.
16. ↑  .   [2020-07-27]. （原始内容存档于2020-01-08）.
17. ↑  .   [2020-07-27]. （原始内容存档于2020-01-08）.
18. ↑  .   [2020-07-27]. （原始内容存档于2020-01-08）.
19. ↑  .   [2020-07-27]. （原始内容存档于2017-08-30）.
20. ↑  .   [2020-07-27]. （原始内容存档于2017-08-30）.
21. ↑  .   [2020-07-27]. （原始内容存档于2017-08-30）.
22. ↑  .   [2020-07-27]. （原始内容存档于2017-08-30）.
23. ↑  .   [2020-07-27]. （原始内容存档于2017-08-30）.
24. ↑  .   [2020-07-27]. （原始内容存档于2017-08-11）.
25. ↑  .   [2020-07-27]. （原始内容存档于2017-08-11）.
26. ↑  .   [2020-07-27]. （原始内容存档于2017-08-11）.
27. ↑  .   [2020-07-27]. （原始内容存档于2020-04-24）.
28. ↑  .   [2020-07-27]. （原始内容存档于2020-04-24）.

## 外部連結
- 車站資訊（天王台）：東日本旅客鐵道

35°52′21.1″N 140°2′27.3″E / 35.872528°N 140.040917°E